# Пылеуловитель
Пылеуловитель — устройство для очистки воздуха (газов) от золы, вредных веществ, пыли.
Загрязнённый пылеуловитель требует очистки от пыли. Неочищенный пылеуловитель не будет выполнять своих функций. Промышленные пылеулавливание помогает не только утилизировать пыль из газов, но и использовать ценные компоненты самих газов. 

## Пылеуловитель доменных газов

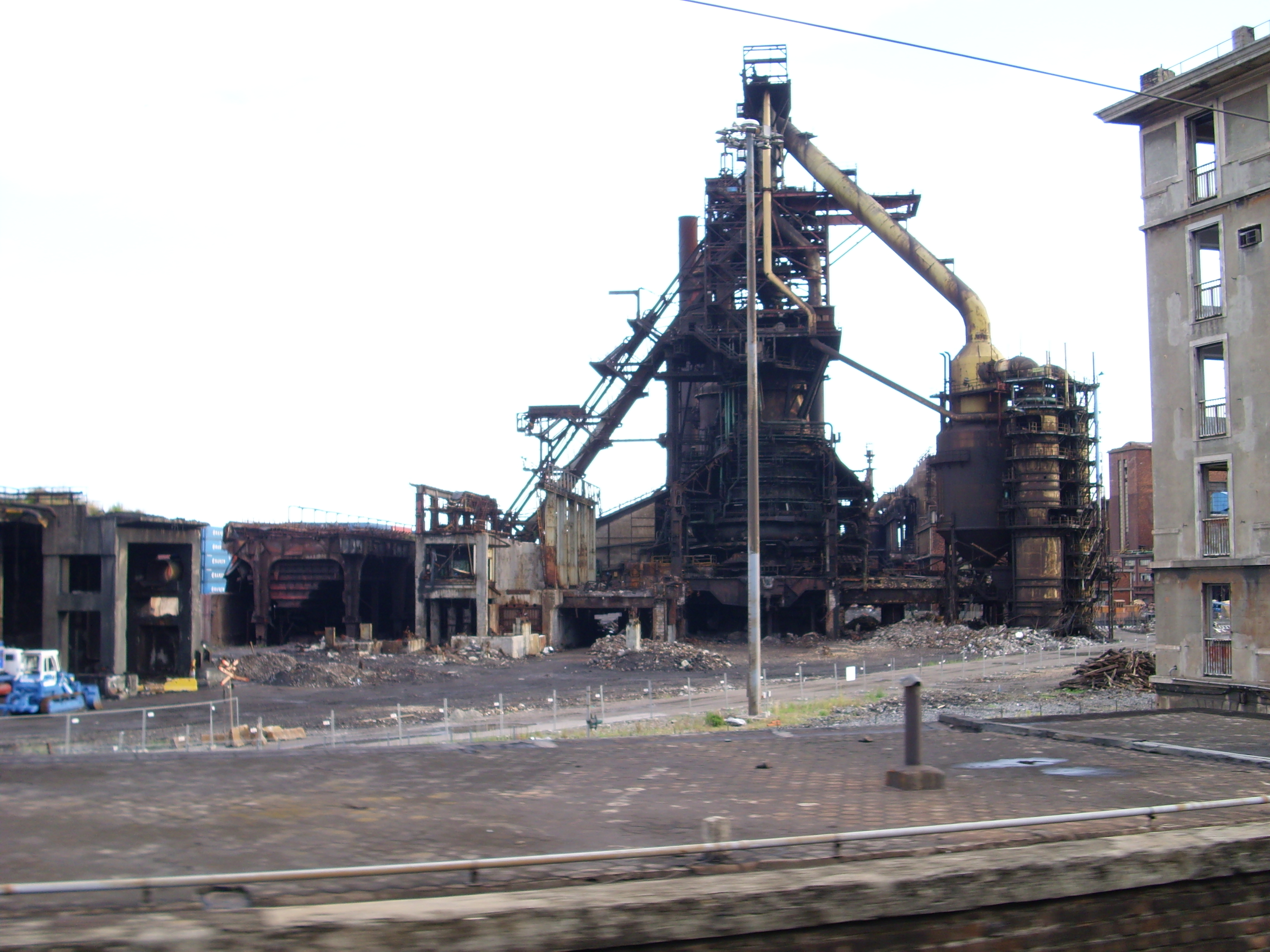
Доменная печь и пылеуловитель

После выхода газа из доменной печи пылеуловитель задерживает 1-3 грамма пыли и газа. Вместе с газом из доменной печи выносится значительное количество шихты. На доменных печах плохого качества повышается давление газа. Эта проблема была у многих печей до XX века. Тогда содержание пыли в газе составляло 50-60 г на м³, а иногда и 100 г на м³.
Пылеуловитель устанавливается на колоннах у доменной печи. Он представляет собой трубку цилиндрической формы диаметром до 12 м, с конической формой сверху и снизу. Снизу пылеуловителя находится пылевой клапан, который служил для выпуска собранной в пылеуловителе пыли. На современных доменных печах стоят несколько пылеуловителей.

## Акустический пылеуловитель
Действия акустического пылеуловителя основаны на способности звуковых волн привлекать к колебанию мелкие частицы пыли. Акустическое поле создаётся специальным генератором.
Акустические очистки газов проводят при частоте колебаний 2…50 Гц. Продолжительность нахождения газа на акустическом поле составляет от 1 до 4 секунд. Этот способ пылеулавливания применяется для очистки взрывоопасных газов. Акустические пылеуловители отличаются компактностью. Основным недостатком является высокий расход энергии (до 2 кВт на 1000 м³ газа).

## Мокрые пылеуловители
Этот вид пылеуловителей предназначен для очистки газов от пыли путём пропускания газов через воду (частицы пыли смачиваются водой и оседают).
По принципу действия мокрые пылеуловители подразделяются на:
- Орошающие. Самые неэффективные. Содержат только оросительное устройство.
- Барботажные. При прохождении через воду газ выходит через один патрубок, пыль — через другой. Эффективность барботажных пылеуловителей оценивается в 50-60%; не все частицы попадают в воду.
- Пенные. Самые эффективные. Газ попадает в корпус через тонкую трубку, после чего орошается. Затем он покрывается слоем пены. Частицы пыли проходят через решётку и отправляются в отсек шлаков. Чистый газ проходит через другое отверстие. Эффективность работы пенных пылеуловителей составляет от 92 до 99%.

## Рукавный пылеуловитель
Рукавный или тканевый пылеуловитель (чаще его называют фильтром) изготовлен из ткани.
У фабричного рукавного фильтра сложное устройство, но такие фильтры делаются в домашних условиях из простой ткани и цилиндрической ёмкости. Предназначен для отделения твёрдых частиц из дымовых газов.
По сравнению с другими пылеуловителями, его эффективность составляет более 99%, и затраты на эксплуатацию и его техническое обслуживание составляют бо́льшую сумму, нежели чем на другие пылеуловители. Тканевый фильтр содержит несколько трубок. Они обычно состоят из войлока и прикрепляются к металлическим корзинам, в которые пыль попадает в первую очередь. Ткань вибрирует, и пыль через воронку попадает в шлак.
Рукавные фильтры используются на электростанциях, мусоросжигательных заводах. Также они используются в процессе шлифования и отделения вредных веществ из муки.